# Assignan
Assignan (okzitanisch: Assinhan) ist eine französische Gemeinde mit 168 Einwohnern (Stand: 1. Januar 2022) im Département Hérault in der Region Okzitanien (vor 2016: Languedoc-Roussillon). Sie gehört zum Arrondissement Béziers und zum Kanton Saint-Pons-de-Thomières. Die Einwohner werden Assignanais genannt.

## Geographie
Die Gemeinde Assignan liegt an der Grenzr zum Département Aude, etwa 26 Kilometer westnordwestlich von Béziers in den südlichsten Ausläufern der Cevennen. Umgeben wird Assignan von den Nachbargemeinden Babeau-Bouldoux im Norden, Saint-Chinian im Osten, Villespassans im Südosten und Süden, Bize-Minervois im Südwesten, Saint-Jean-de-Minervois im Westen sowie Pardailhan im Nordwesten.

## Bevölkerungsentwicklung
| Jahr                       | 1962 | 1968 | 1975 | 1982 | 1990 | 1999 | 2006 | 2013 | 2020 |
| Einwohner                  | 196  | 162  | 118  | 117  | 145  | 168  | 181  | 167  | 157  |
| Quellen: Cassini und INSEE |      |      |      |      |      |      |      |      |      |

## Sehenswürdigkeiten

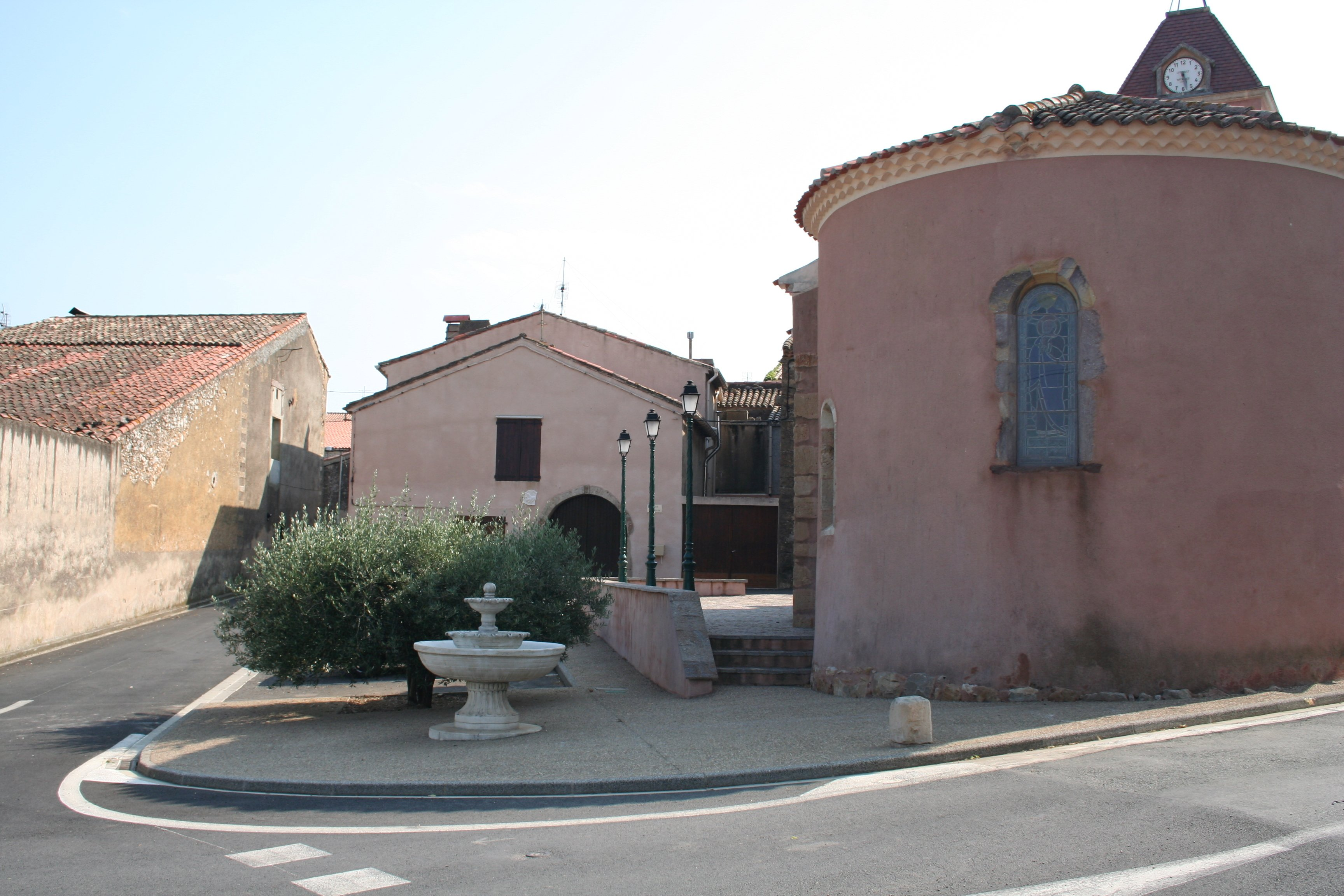
Kirche Saint-Pierre
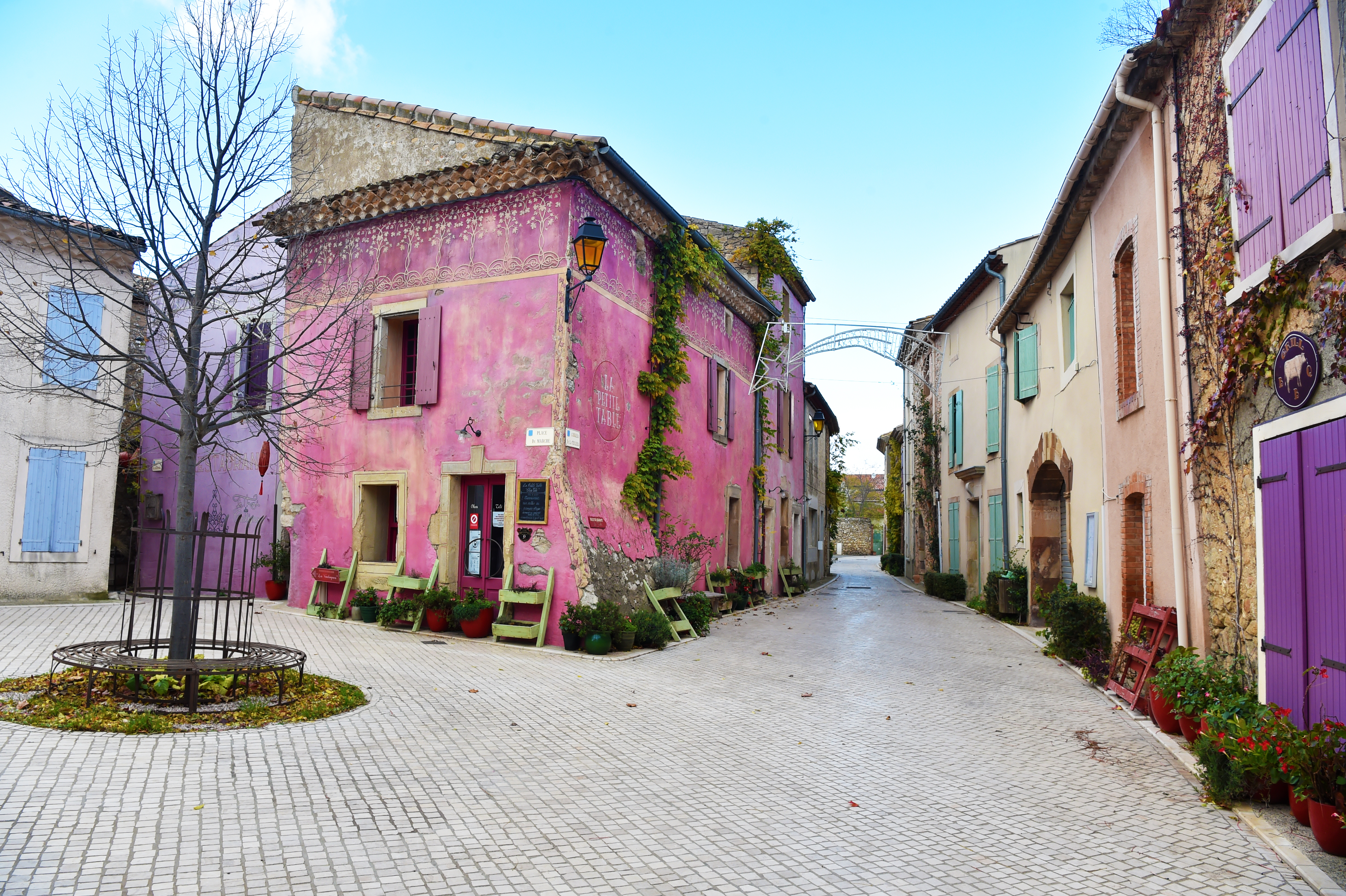
Marktplatz
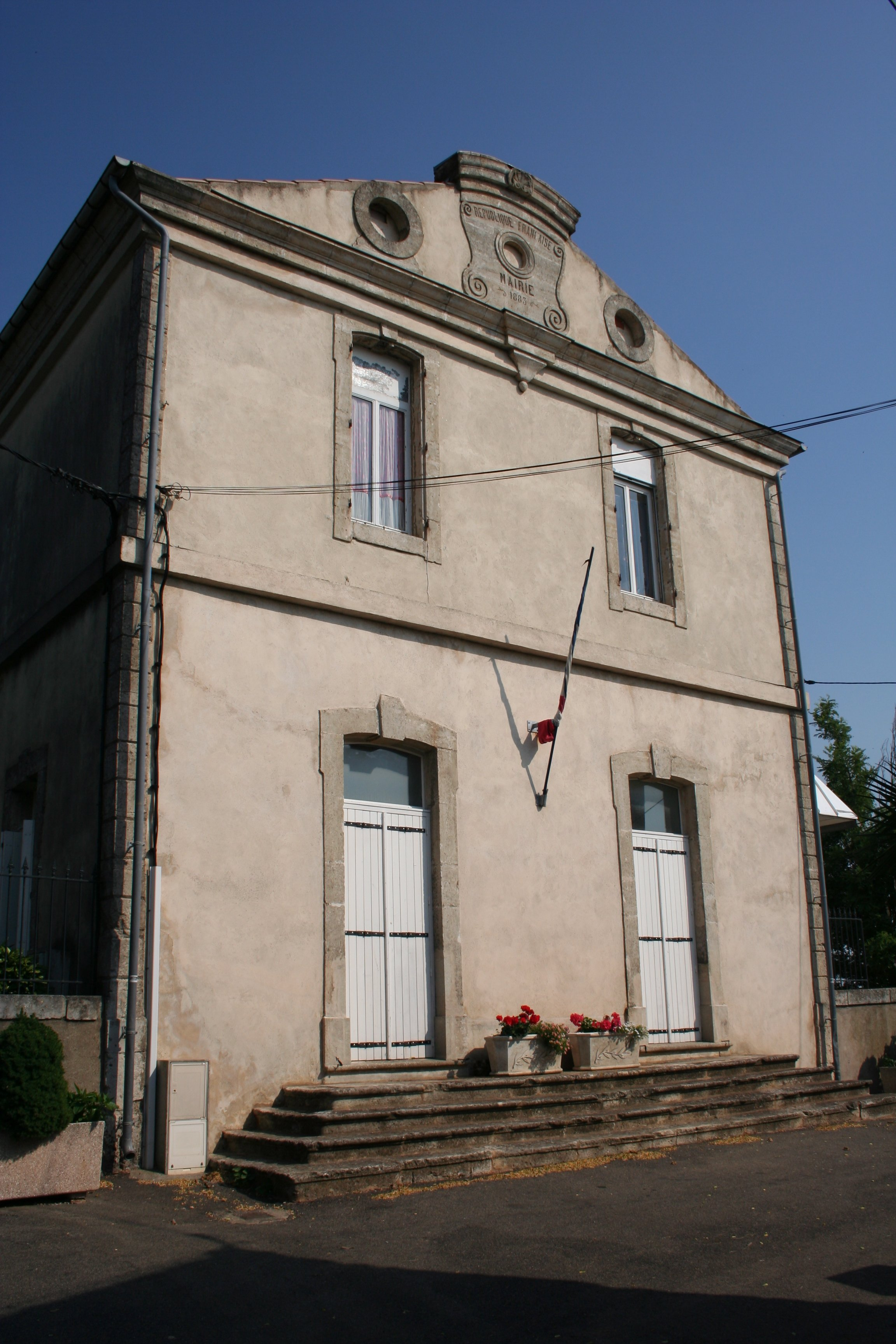
Rathaus (mairie)

- Kirche Saint-Pierre
- Marktplatz
- Rathaus (mairie)